# Kvistsamlare
Kvistsamlare (Anumbius annumbi) är en fågel i familjen ugnfåglar inom ordningen tättingar.

## Utseende och läte
Kvistsamlaren är en liten ugnfågel med bruna streck ovan och suddiga beigefärgade streck under. Huvudet är rostrött, med vitt i ögonbrynsstrecket och struön. Sången som vanligen utförs i duett består av en serie snabba drillande toner.

## Utbredning och systematik
Fågeln förekommer på savanner från Paraguay till södra Brasilien, Uruguay och centrala Argentina. Den placeras som enda art i släktet Anumbius och behandlas som monotypisk, det vill säga att den inte delas in i några underarter.

## Levnadssätt
Kvistsamlaren ses vanligen i par i skogsbryn och i öppna områden som savanner, gräsmarker och betesmarker. Den bygger ett mycket stort på av kvistar, därav namnet.

## Status och hot
Arten har ett stort utbredningsområde och tros öka i antal. Internationella naturvårdsunionen IUCN listar den därför som livskraftig (LC).